# Eremomela ventregroga
L'eremomela ventregroga o eremomela comuna (Eremomela icteropygialis) és una espècie d'ocell passeriforme que pertany a la família Cisticolidae pròpia de l'Àfrica subsahariana.

## Descripció
És un ocell petit que fa uns 10 cm de llarg i pesa uns 9 g. El dors és gris, el qual a les ales i cua es torna més fosc i més oliva. Té una estreta llista supraciliar de color gris clar i una franja ocular que li creua l'ull. El pit gris es difumina en un ventre groc llimona. El bec és negrós.
Tots dos sexes són similars, però els exemplars joves tenen el ventre de color més clar que els adults. La crida és un "tchee-tchee-tchuut" agut.

## Distribució i hàbitat
Se la troba a Àfrica, al sud del desert del Sahara.
L'hàbitat natural són els bosquets oberts, sabana i zones d'arbustos secs.
És una espècie comuna a l'àmplia zona on es distribueix la qual abasta uns 7.100.000 km². Es creu que la població és gran.
De vegades, l'Eremomela salvadorii localitzada a Zaire, el Gabon, Angola i Zàmbia, és considerada una espècie diferent.

## Subespècies
Es reconeixen nou subespècies:
- E. i. alexanderi (Sclater, WL; Mackworth-Praed, CW 1918) - Senegambia al Sudan (Darfur i Kordufan).
- E. i. griseoflava (Heuglin, MT 1862) - Etiòpia a Somàlia, Uganda, Ruanda, oest de Kenya i Tanzània.
- E. i. abdominalis (Reichenow, A 1905) - Kenya fins al nord de Tanzània.
- E. i. polioxantha (harpe, RB 1883) - al sud de Zaire a Tanzània, sud-oest de Zimbàbue, i Transvaal i Moçambic.
- E. i. puellula (Grote, H 1929) - sud-oest d'Angola.
- E. i. icteropygialis ((de Lafresnaye, NFAA 1839) - Namíbia i oest de Botswana.
- E. i. helenorae (Alexander, B 1899) - Franja de Caprivi a Zimbabwe, al sud-oest de Zàmbia i sud de Moçambic.
- E. i. perimacha (Oberholser, HC 1920) - sud de Botswana fins a l'oest de Transvaal i nord-oest de la província del Cap.
- E. i. saturatior (Ogilvie-Grant, WR 1910) - Sud-àfrica (de l'estat lliure d'Orange a la província del Cap.